# Max Grundey
 Max Grundey  (* 10. Februar 1856 in Cosel, Oberschlesien; † 16. Januar 1946 in Berlin) war ein Geologe und Fossiliensammler.

## Leben
Max Grundey wurde im oberschlesischen Cosel geboren; bis heute sind nur sehr wenige Informationen aus seinem Privatleben bekannt. Er war Geodät und Obermarkscheider im Dienste der Preußischen Regierung und damit einer der führenden Erzkenner Schlesiens. Privat war er ein eifriger Sammler von Gesteinen und Fossilien. 1934 wurde er der erste Direktor für Geologie und Mineralogie des Gleiwitzer Museums. Erst 1945 setzte er sich zur Ruhe und starb ein Jahr später in Berlin.
Der geologischen Landessammlung zu Berlin (derzeitige Körperschaft: Bundesanstalt für Geowissenschaften und Rohstoffe) hinterließ er eine Fülle von Fossilien sowie große Mengen fossiler Vertebratenreste des oberschlesischen Muschelkalks.
Die fossile Seelilie Dadocrinus grundeyi LANGENHAN ist nach ihm benannt.

## Schriften
Trotz seiner umfangreichen geologischen Tätigkeiten taucht sein Name jedoch nur in einer wissenschaftlichen Arbeit dieser Zeit auf.
- mit Alwin Langenhan: Das Kieslingswalder Gestein und seine Versteinerungen, 1891